# Douglas Schwartz
Douglas Schwartz est un scénariste, producteur, réalisateur, directeur de la photographie et monteur américain.

## Biographie
Il est l'un des créateurs, en 1986, de la série télévisée Le Magicien (The Wizard), pour laquelle il a également signé une demi-douzaine de scénarios.

## Filmographie

### Scénariste
- 1979 : The Incredible Journey of Doctor Meg Laurel (en) (TV)
- 1979 : Goldie and the Boxer (TV)
- 1980 : The Ordeal of Dr. Mudd (TV)
- 1980 : L'Affaire Brockhurst (The Last Song) (TV)
- 1980 : The Wild and the Free (TV)
- 1983 : The Haunting Passion (TV)
- 1983 : Manimal (série télévisée)
- 1985 : Le Crime de la loi (Crime of Innocence) (TV)
- 1986 - 1987 : Le Magicien (The Wizard) (série télévisée)
- 1989-2001 : Alerte à Malibu (Baywatch) (série télévisée)
- 1992 : Baywatch: River of No Return (TV)
- 1994 : Caraïbes offshore (Thunder in Paradise) (série télévisée)
- 1995-1997 : Un privé à Malibu (Baywatch Nights) (série télévisée)
- 1996 : Daytona Beach (série télévisée)
- 1997 : Steel Chariots (TV)
- 2000-2002 : Sheena, Reine de la Jungle (Sheena) (série télévisée)

### Producteur
- 1980 : The Ordeal of Dr. Mudd (TV)
- 1980 : The Wild and the Free (TV)
- 1983 : The Haunting Passion (TV)
- 1992 : Baywatch: River of No Return (TV)
- 1993 : Thunder in Paradise (vidéo)
- 1994 : Caraïbes offshore (Thunder in Paradise) (série télévisée)
- 1995 : Baywatch: Forbidden Paradise (vidéo)
- 1996 : Daytona Beach (TV)
- 1997 : Steel Chariots (TV)
- 1997 : Assault on Devil's Island (TV)
- 1998 : Baywatch: White Thunder at Glacier Bay (vidéo)
- 1999 : Shadow Warriors II: Hunt for the Death Merchant (TV)
- 2000 : Sheena, Reine de la Jungle (série télévisée)
- 2000 : Cœurs rebelles (Higher Ground) (série télévisée)
- 2001 : The Void (en) (vidéo)

### Réalisateur
- 1971 : The Peace Killers
- 1973 : Your Three Minutes Are Up
- 1992 : Baywatch: River of No Return (TV)
- 1993 : Thunder in Paradise (vidéo)
- 1994 : Thunder in Paradise II (vidéo)
- 1994 : Caraïbes offshore (Thunder in Paradise) (série télévisée)
- 1995 : Baywatch: Forbidden Paradise (vidéo)
- 1995 : Thunder in Paradise 3 (vidéo)
- 1998 : Baywatch: White Thunder at Glacier Bay (vidéo)
- 2003 : Alerte à Malibu - Mariage à Hawaï (Baywatch: Hawaiian Wedding) (TV)

### Directeur de la photographie
- 1971 : The Peace Killers

### Monteur
- 1971 : The Peace Killers